# Karl Wilhelm Ferdinand Unzelmann

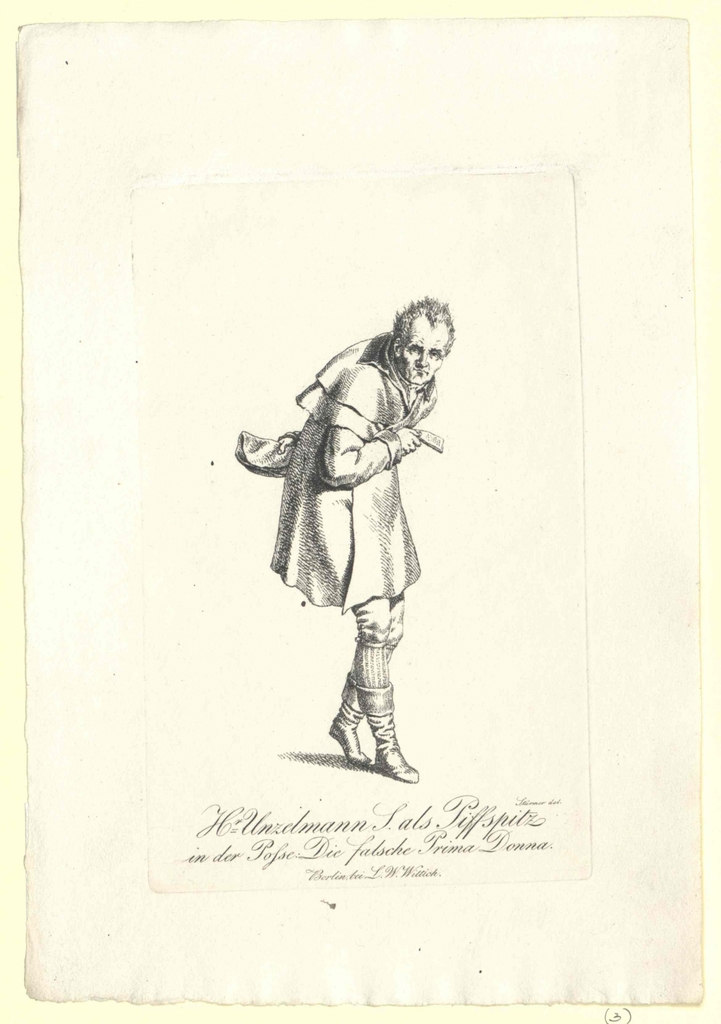
Heinrich Stürmer: Karl Wilhelm Ferdinand Unzelmann als "Piffspitz" in der Posse "Die falsche Prima Donna"

Karl Wilhelm Ferdinand Unzelmann (* 1. Juli 1753 in Braunschweig; † 21. April 1832 in Berlin) war ein deutscher Theaterschauspieler, -regisseur, Opernsänger (Tenor) und Gesangskomiker.

## Leben
Bereits mit vierzehn Jahren schloss sich Unzelmann in Schwerin einer reisenden Theatergruppe an. Bis 1774 war er dort engagiert und trat hauptsächlich in Güstrow auf. Noch im selben Jahr wechselte er zu Karl Theophil Döbbelin und dessen Ensemble und gastierte u. a. in Berlin, Dresden und Leipzig.
Nicht nur als Schauspieler, sondern auch als Sänger und Tänzer konnte Unzelmann Erfolge verbuchen. Ab 1781 gastierte er in Hamburg, und nach einem vielbeachteten Gastspiel in Berlin ging er 1784 zu Gustav Friedrich Großmann und dessen Ensemble nach Frankfurt am Main. Seit 1788 gehörte er dem Ensemble des Königlichen Nationaltheaters Berlin (ab 1811 Königliche Schauspiele) an. Unter August Wilhelm Ifflands Leitung gehörte er hier zu den wichtigsten Schauspielern des Hauses, wo er seit 1801 die Höchstgage von 1560 Reichstalern erhielt. Am Nationaltheater konnte er seine größten Erfolge mit Werken von Wolfgang Amadeus Mozart verzeichnen. Aber auch in Stücken von Gotthold Ephraim Lessing, Friedrich Schiller, Johann Wolfgang von Goethe  oder Shakespeare hatte er Erfolg. Unzelmann brillierte vor allem in komischen Rollen. So spielte er den Bürgermeister Staar in August von Kotzebues Komödie Die deutschen Kleinstädter (Premiere 28. April 1802). In Wolfgang Amadeus Mozarts Don Juan (Don Giovanni) sang er bis 1810 den Leporello. In Ferdinando Paërs komischem Singspiel Der lustige Schuster sang er die Hauptrolle des Schusters Sebastian Brandel (Premiere 25. Mai 1807) 23 Mal.
In den Jahren 1785 bis 1803 war er mit der Schauspielerin Friederike Flittner verheiratet. Der spätere Xylograph Friedrich Unzelmann und der Schauspieler Karl Wolfgang Unzelmann waren ihre gemeinsamen Söhne.
Zwischen 1814 und 1823 wirkte er in Berlin als Regisseur von Schauspielen, aber er inszenierte in dieser Zeit auch Komödien.
Im Alter von 78 Jahren starb Karl Wilhelm Ferdinand Unzelmann am 21. April 1832 in Berlin.